# Khướu mỏ dẹt to
Khướu mỏ dẹt to hay khướu mỏ dẹt đầu hung (danh pháp khoa học: Psittiparus bakeri) là một loài khướu mỏ dẹt theo truyền thống thường được đặt trong họ Timaliidae hoặc trong họ Sylviidae, nhưng hiện nay được xếp trong họ Paradoxornithidae.
Nó được tìm thấy ở miền đông Himalaya, Bangladesh, Trung Quốc, Ấn Độ, Lào, Myanmar và Việt Nam. Môi trường sống tự nhiên của nó là các khu rừng ẩm ướt vùng đất thấp cận nhiệt đới hay nhiệt đới hoặc các khu rừng miền núi ẩm ướt nhiệt đới.
Trước đây nó được coi là đồng loài với Psittiparus ruficeps, nhưng nó có phần bụng sẫm màu hơn, kích thước lớn hơn và tiếng hót có giai điệu, kết thúc ở tần số 2–3 kHz, khác với P. ruficeps là một loạt 4-6 tiếng hót thấp dần xuống ở tần số 3-4,5 kHz.

## Phân loài
- Psittiparus bakeri bakeri: Đông nam Arunachal Pradesh, nam Assam (phía nam sông Brahmaputra) tới đông Myanmar, tây nam Vân Nam Trung Quốc, tây bắc Thái Lan.
- Psittiparus bakeri magnirostris: Miền bắc Lào và vùng cao nguyên thuộc tây Bắc Bộ, Việt Nam.